# Bruce L. Fister

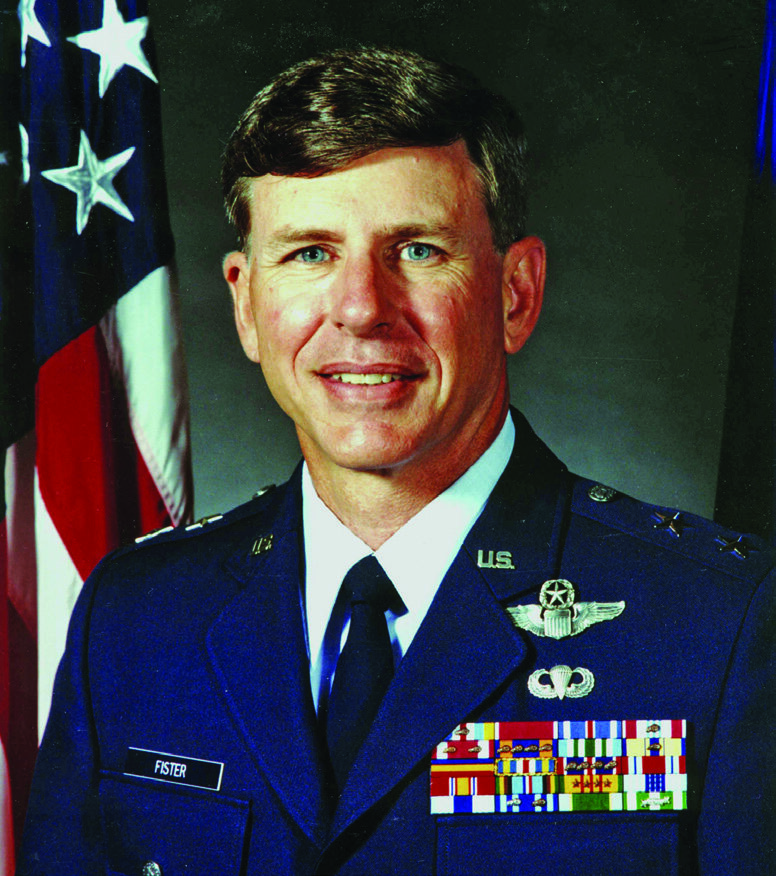
Bruce L. Fister

Bruce L. Fister (* um 1942) ist ein pensionierter Generalleutnant der United States Air Force. Er war unter anderem Kommandeur des Air Force Special Operations Command und der 15. Luftflotte.

## Leben
Im Jahr 1964 absolvierte Bruce Fister die United States Air Force Academy in Colorado Springs. Nach seiner Graduation wurde er als Leutnant in das Offizierskorps der Air Force aufgenommen. In der Folge durchlief er alle Offiziersgrade vom Leutnant bis zum Drei-Sterne-General.
Im Lauf seiner militärischen Karriere absolvierte er verschiedene Kurse und Schulungen. Dazu gehörten unter anderem eine Ausbildung zum Kampfpiloten und weitere Fortbildungskurse als Pilot neuer Flugzeugtypen; die Squadron Officer School auf der Maxwell Air Force Base in Alabama; der Aeromechanical Engineering Course beim Air Force Institute of Technology auf der Wright-Patterson Air Force Base in Ohio; das Armed Forces Staff College in Norfolk in Virginia; der National Security Management Course und das Air War College auf der Maxwell AFB. Außerdem erhielt er einen akademischen Grad von der Harvard Kennedy School.
In seinen frühen Jahren als Offizier der Luftwaffe war er an verschiedenen Stützpunkten in den Vereinigten Staaten stationiert. Dabei war er als Pilot bzw. als Stabsoffizier bei unterschiedlichen Einheiten tätig. Im weiteren Verlauf kommandierte er auch einige kleinere Einheiten. Dazwischen absolvierte er die erwähnten Schulungen. Zwischen Mai 1967 und Mai 1968 war er als Kampfpilot im Vietnamkrieg mit der 310. Schwadron (310th Air Commando Squadron) eingesetzt. Bei der US-Invasion in Grenada im Jahr 1983 kommandierte er die Luftstreitkräfte der amerikanischen Sondereinheiten (Joint Special Operations Task Force Air Component Commander).
Zwischen Mai 1985 und Juni 1988 war Fister auf der Rhein-Main Air Base in Frankfurt am Main stationiert. Dort war er zunächst stellvertretender und dann regulärer Kommandeur des 435. Transportgeschwaders (435th Military Airlift Wing). Daran schloss sich eine Versetzung zur Scott Air Force Base in Illinois an. Dort gehörte er zwischen Juni 1988 und Juni 1989 der Stabsabteilung für Operationen des Air Mobility Commands an. Während der US-Invasion in Panama war er stellvertretender Kommandeur der dort eingesetzten Sondereinheiten. Als Nächstes wurde er zum damaligen Fort Bragg versetzt. Dort war er bis zum Juni 1991 stellvertretender Kommandeur des United States Joint Special Operations Command.
Am 21. Juni 1991 übernahm Bruce Fister auf dem Hurlburt Field in Florida als Nachfolger von Thomas E. Eggers das Kommando über das Air Force Special Operations Command. Dieses Amt bekleidete er bis zum 21. Juli 1994, als James L. Hobson Jr. seine Nachfolge antrat. Danach wurde er auf die Travis Air Force Base in Kalifornien versetzt, wo er das Kommando über die 15. Luftflotte übernahm. Dieses Amt übte er bis zum Jahr 1996 aus. Anschließend schied er aus dem aktiven Militärdienst aus.
Während seiner aktiven Zeit als Militärpilot absolvierte er über 6000 Flugstunden auf verschiedenen Flugzeugtypen.
Nach seiner Militärzeit wurde er Berater und dann Präsident der Firma Fister-Gregor, Incorporated mit Sitz in Niceville in Florida. Er war auch Mitgründer und Vorstandsmitglied der Florida Aviation Aerospace Alliance. Zudem engagierte er sich bei verschiedenen Wohltätigkeitsorganisationen und Stiftungen. Mit seiner Frau Melissa hat er zwei inzwischen erwachsene Söhne.

## Daten der Beförderungen
| Abzeichen | Rang               | Jahr             |
| --------- | ------------------ | ---------------- |
|           | Second Lieutenant  | 3. Juni 1964     |
|           | First Lieutenant   | 3. Dezember 1965 |
|           | Captain            | 3. Dezember 1967 |
|           | Major              | 1. Februar 1975  |
|           | Lieutenant Colonel | 1. April 1979    |
|           | Colonel            | 1. Oktober 1983  |
|           | Brigadier General  | 1. März 1989     |
|           | Major General      | 1. Oktober 1991  |
|           | Lieutenant General | 1. August 1994   |

## Orden und Auszeichnungen
Bruce Fister erhielt im Lauf seiner militärischen Laufbahn unter anderem folgende Auszeichnungen:
- Defense Superior Service Medal
- Legion of Merit
- Distinguished Flying Cross
- Air Medal
- Defense Meritorious Service Medal
- Meritorious Service Medal
- Joint Service Commendation Medal
- Air Force Commendation Medal